# Орден Чан Кайши
Орден Чан Кайши или Орден Цзеши Чжун-Чжэна на Большой ленте – государственная награда Китайской республики (Тайвань).

## История
Орден был учреждён 11 января 1980 года в одном классе, назван в честь президента Китайской Республики Чан Кайши, и предназначен для награждения граждан за выдающиеся достижения в развитии нации и культуры.

## Степени
Орден имеет один класс.

## Описание
Знак ордена многоуровневый. В основании лежит, формируемая разновеликими лучиками, пятиконечная звезда, покрытая разноцветной эмалью: большие лучи в виде «ласточкина хвоста» белой эмали с вставками из синей эмали, с одного бока обременены лучиками красной эмали, которые, в свою очередь, с одного бока обременены раздвоенными лучиками белой эмали. На нижнюю звезду наложена формируемая из разновеликих раздвоенных лучиков белой эмали пятиконечная звезда, на которую наложена золотая пятиконечная звезда бриллиантовых граней. На звезду наложен медальон зелёной эмали цветкообразной формы о пяти лепестках с каймой. Кайма красной и синей эмали, между которыми положен по мотированной поверхности геометрический орнамент белой эмали. В медальоне изображение золотой книги – Конституции Китайской Республики.
Знак ордена крепится к широкой чрезплечной ленте красного цвета с широкими полосками по краям белого и синего цвета.
Звезда ордена аналогичная знаку, но большего размера и слегка выгнутая, медальон золотой с иероглифами «中正» («Чжун-Чжэн»)